# كميل العظم
كميل عبد الله حسن علي العظم (ولد في 7 أغسطس 1993 في المنامة، البحرين) لاعب كرة قدم بحريني يجيد اللعب في مركز الظهير الأيسر. يلعب حاليا لصالح الخالدية الذي ينافس في الدوري البحريني الممتاز منذ 2021.